# Alfred de Wilde
Alfred de Wilde (Kasterlee, 27 maart 1878 - Hoogstraten, 7 april 1948) was een vrederechter te Hoogstraten.
Hij was Ridder in de Leopoldsorde en Commandant in de Kroonorde. Hij was de echtgenoot van Gabrielle Lauwers.
Tijdens de Tweede Wereldoorlog werd het huis van de vrederechter geraakt door beschietingen en werd het niet meer heropgebouwd. In plaats daarvan werd de Gravin Elisabethlaan aangelegd. Na de oorlog werd Hoogstraten geklasseerd onder de dorpen met een urbanisatieplan. Aan architect Jozef Schellekens werd gevraagd om een urbanisatieplan op te stellen. Hij bedacht een brede ringlaan rond Hoogstraten met in het zuiden een zodanige verbreding dat een mogelijke aansluiting voor een vliegplein voorzien was. Ook de straat tegenover de kerk stond op dit voorplan. De functie van deze weg was om een verbinding te maken tussen de ringweg en het centrum met de Sint-Katharinakerk als centraal punt. Het plan werd in eerste instantie niet uitgevoerd, maar in de jaren zestig kwam de weg er wel.
In de tuin van de vrederechter stond een grote moerascipres (Taxodium distichum), een bladverliezende naaldboom afkomstig uit het zuidoosten van de Verenigde Staten. Deze boom, die vaak te vinden is in Belgische parken en als straatboom, mocht blijven staan en werd opgenomen in een klein parkje. Daarom moest de straat omgeleid worden. De boom is na verloop van tijd verdwenen. Aan de zuidkant van het parkje is nu de Alfred de Wildelaan.
Alfred de Wilde overleed op 7 april 1948, acht dagen na zijn 70ste verjaardag. Zijn zoon, William De Wilde, werd tijdens de Tweede Wereldoorlog opgepakt tijdens de razzia van 1 mei 1944 in Hoogstraten en afgevoerd naar Duitse kampen. Hij overleed op 3 januari 1945 in Elrich, Duitsland.